# 茨城県道254号日立港線

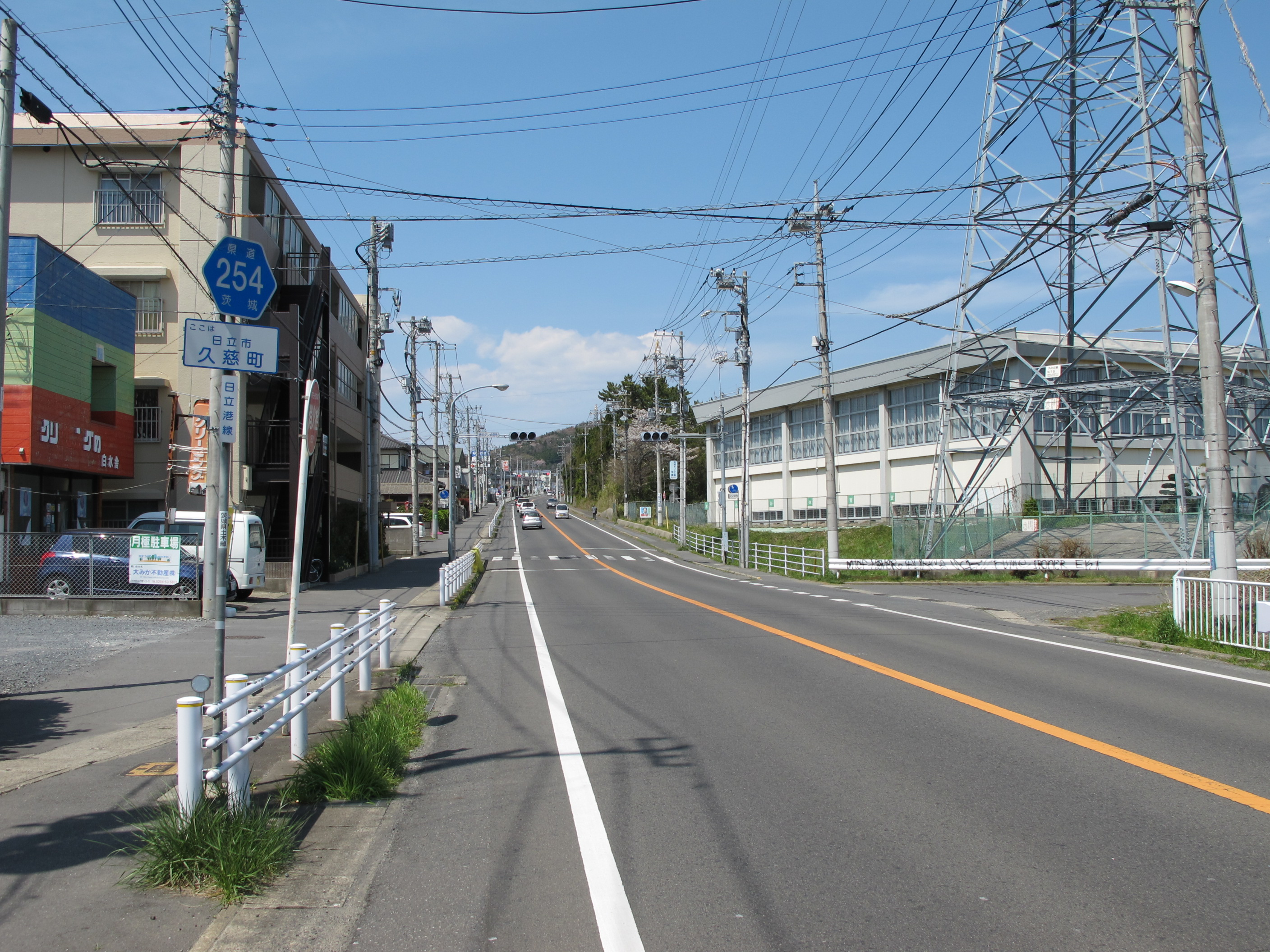
茨城県道254号日立港線
日立市久慈町（2014年4月）

茨城県道254号日立港線（いばらきけんどう254ごう ひたちこうせん）は、茨城県日立市にある日立港と国道6号を結ぶ茨城県の県道である。

## 概要
日立港と久慈漁港の入口となる国道245号 との交差点が起点。2車線幅でなだらかな坂を上り、国道6号と合流して終点となる。

### 路線データ
- 起点：茨城県日立市久慈町1丁目（国道245号、日立港北側）
- 終点：茨城県日立市久慈町7丁目（国道6号、大みか町6丁目交差点）
- 総延長：2.148 km[1]
- 重用延長：なし[1]
- 未供用延長：なし[1]
- 実延長：2.148 km[1]
- 自動車交通不能区間延長[注釈 1]：なし[1]

## 歴史
1959年（昭和34年）10月14日、新たな県道として起点を茨城県日立市久慈町久慈港、終点を二級国道水戸日立線交点までの区間とする県道として、当初路線名を県道久慈港線として茨城県が県道路線認定している。この当時、現在の茨城港日立港区（日立港）は久慈港という名称であったことから、元々は久慈港線という路線名称であったものが、1962年（昭和44年）の告示改正により久慈港が日立港と改められ、これに伴い、県道路線名も県道日立港線に改められた。
1995年（平成7年）に整理番号254となり現在に至る。

### 年表
- 1959年（昭和34年）10月14日
  - 市道から昇格し県道久慈港線（図面対照番号314）として路線認定される[2]。
  - 道路の区域は、日立市久慈町 久慈港から日立市久慈町の二級国道水戸日立線交点まで（延長989 m）と決定された[3]。

一部区間の前身にあたる県道大甕停車場石名坂線（大甕停車場 - 日立市石名坂町、図面対照番号265）が路線認定される[4]。
- 1969年（昭和44年）12月25日：昭和34年10月14日の茨城県告示中の路線認定・道路区域・供用開始のうち「久慈港」が「日立港」に改められ県道日立港線に改正[5]。
- 1981年（昭和56年）3月31日
県道大甕停車場石名坂線の路線廃止に伴い、その一部区間（日立市久慈町2丁目から日立市大みか町6丁目の国道6号交点まで）を編入[6]。これにより延長が933 mから2,162 mとなる。
- 1995年（平成7年）3月30日：整理番号365から現在の番号（整理番号254）に変更される[7]。
- 2004年（平成16年）3月22日：日立市久慈町1丁目 - 同市久慈町の区間が、通行する車両の高さの最高限度4.1 mの道路に指定される[8]。

## 路線状況
道路法の規定に基づき、日立市久慈町（日立港入口交差点） - 同市大みか町（大みか町6丁目交差点）間は、緊急輸送道路として機能を維持するため、災害発生時の被害拡大防止を目的に道路用地内に電柱を建てることが制限されている。

## 地理

### 通過する自治体
- 茨城県日立市

### 交差する道路
- 国道245号（日立市久慈町1丁目 日立港入口交差点）
- 国道6号（日立市大みか町6丁目・久慈町7丁目 大みか町6丁目交差点）

### 沿線
- 茨城港日立港区（日立港）
- 久慈漁港
- JR常磐線
- 東日本電信電話 久慈局（日立市久慈町2丁目）
- 日立製作所 日立事業所臨海工場（日立市大みか5丁目）
- 回春荘病院（日立市大みか6丁目）